# Mała Nieszawka
Mała Nieszawka – wieś w Polsce położona w województwie kujawsko-pomorskim, w powiecie toruńskim, w gminie Wielka Nieszawka, przy drodze wojewódzkiej nr 273.

## Krótki opis
W 1255 roku wzmiankowana jako Nesowia. Wieś graniczy od wschodu z lewobrzeżną dzielnicą Torunia Podgórz. Po wojnie wieś była siedzibą władz gminy Podgórz. W latach 1975–1998 miejscowość administracyjnie należała do województwa toruńskiego. Według Narodowego Spisu Powszechnego (III 2011 r.) liczyła 2204 mieszkańców. Jest największą miejscowością gminy Wielka Nieszawka.

## Atrakcje turystyczne
- Relikty krzyżackiego zamku komturskiego[4], rozebranego przez Krzyżaków na mocy pokoju melneńskiego (1422 r.). Do dzisiaj zachowały się pozostałości fundamentów i piwnic budowli.
- Dawny drewniany zbór mennonicki z 1890 r., obecnie użytkowany jako kościół katolicki[5].